# Triều đại Shah
Vương triều Shah (tiếng Nepal: शाह वंश), còn được gọi là Shah xứ Gorkha hay Hoàng gia Gorkha, là triều đại Chaubise Thakuri cầm quyền và là người sáng lập Vương quốc Gorkha từ năm 1559, tồn tại đến 1768 và sau đó là Vương quốc thống nhất Nepal, tồn tại từ 1768 đến 28 tháng 5 năm 2008
Vương triều Shah tuyên bố tổ tiên lịch sử của họ là Vua của Kaski, Kulamandan Shah Khad, người có cháu trai là Dravya Shah đã giành được ngai vàng của Ligligkot từ vua của Người Magar với sự giúp đỡ của các đồng minh từ 6 gia tộc cư trú ở Majhkot và Ligligkot. Dravya Shah đặt tên cho vương quốc mới của mình là Gorkha.

## Sách
- Wright, Daniel (1877), History of Nepal, Cambridge University Press
- Hamilton, Francis Buchanan (1819), An Account of the Kingdom of Nepal, and the Territories Annexed to this Dominion by the House of Gorkha, A Constable